# 위안스카이
위안스카이(중국어 정체자: 袁世凱, 간체자: 袁世凯, 병음: Yuán Shìkǎi, 한자음: 원세개, 영어: Yuan Shikai, 1859년 9월 16일(음력 8월 20일)~1916년 6월 6일)는 중국 청나라 말기의 무관(武官), 군인이며 중화민국 초기의 정치인이자 중화제국의 황제이다. 그의 자(字)는 웨이팅(중국어 정체자: 慰庭, 병음: wèi tíng, 한자음: 위정)이며 호(號)는 룽안(중국어 정체자: 容庵, 병음: róng ān, 한자음: 용암)이다. 부유한 집안에서 태어나 두번의 실패한 문관 시험 후에 청나라 여단에 입대하였다. 그는 조선에서 자신을 저명하게 하였고, 청일 전쟁이 일어난 후 청나라 정부가 그가 현대식 군대를 훈련시키는 데 필요한 것을 알아보았을 때 위안은 새로운 군대를 담당하였다. 그는 서태후가 무술변법 이후 1898년 광서제를 퇴위시켰을 때 그녀를 지지하였다가 1908년 그들이 사망한 후 사형을 피하러 지방으로 달아났다. 청나라 정부는 1911년 10월 우창 봉기가 일어난 후 그를 복무로 다시 불렀으나 그는 혁명당원들의 편을 들어 난징 임시 의회에 의하여 중화민국 임시 대총통으로 선출되었다. 1915년 12월 12일 그는 중화제국의 황제로서 자신의 통치를 선포하였으나 윈난성의 독군 차이에와 다른 성들이 반란을 일으켰고, 요독증으로 사망하기 3달 전인 1916년 3월 군주제를 포기하였다.
위안은 청나라의 황실 궁정과 공화주의자들을 둘다 이용한 것으로 중국 문화에서 비판을 받았다. 그는 중국 역사에서 군사 독재에 근거를 둔 자신의 권위주의적 통제로 알려졌다. 그는 각각의 자신 소유의 군대와 함께 자신의 독군 설립 때문에 "독군들의 아버지"로 어쩌다 불리며 자신의 사망에 이어진 독군주의의 시대의 창립으로 숙고되었다.

## 생애
청나라 하남성 양성현에서 태어났다. 양성은 현제 현 수준의 도시 주구의 행정 아래 양성 군의 중심지가 되었다. 침주는 현재 회양현으로 불리나 더 이상 현의 행정 중심지가 아니며 주구에 의하여 대체되었다. 장영 마을은 즉시 양성 도심의 북부에 위치하였다.
위안 가족은 후에 방어하는 데 더욱 쉬운 양성 도심의 남동부로 16km 떨어진 구릉성 지역으로 이주하여 거기에 요새화된 마을 원채촌을 건설하였다. 원채촌은 현재 군 수준의 도시 샹청의 영토에 왕명구 지구의 내부에 위치해 있다. 원채쳉서 위안 가족의 가장 큰 지방 사유지는 회근에 중화인민공화국에 의하여 관광지로 개장되었고, 중국내 국민들은 일반적으로 위안이 원채에서 태어난 것으로 추정한다.
청년으로서 그는 친구들과 함께 승마, 무술과 오락을 즐겼다. 위안은 문관에서 경력을 수행하는 것을 원했으나 과거제에서 두번이나 떨어졌다. 그는 자신이 군대를 통하여 정계 입문을 할 것으로 결정하였다. 자신의 부친의 연결들을 이용한 위안은 산동성 등주로 가서 청나라 여단에서 직위를 찾았다. 1876년 그는 위씨 집안의 여성에게 결혼하여 1878년 아들 위안커딩(袁克定)을 두었다.

## 조선에서 생활

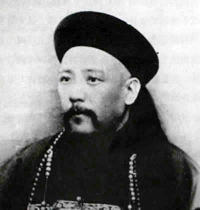
산동순무 시절의 위안

1885년 위안은 한성부의 제국 거주민으로 임명되었다. 직위는 대사의 직위에 비슷한 것으로 표면에 보였으나 실제로 종속국으로부터 수장을 지낸 위안은 조선 정부 정책들의 전부에 최고 고문이 되었다. 조선에서 이 직위와 만족하지 않았던 일본은 청나라와 함께 공동 주주를 통하여 더욱 많은 영향력을 원하였다. 위조 문서들의 일련은 화를내는 중국인들이 위안에게 보내지는 데 의도하여 만약 조선 정부가 청나라의 보호를 향한 그 태도를 바꾼다면 그것이 나타나는 데 시도하였고, 대신 러시아 제국을 향했다. 위안은 회의적이었지만 분노하였으며 충고를 위하여 리훙장에게 의문하였다.
일본과 청나라 사이에 조인된 조약에서 두 당사자의 각각은 상대방에게 통보 한 후에 만 조선에 군대를 보내는 데 동의하였다. 조선 정부가 안정되었어도 조선은 아직도 청나라의 보호국이었고, 현대화를 옹호하는 세력이 등장하였다. 또다른 더욱 과격한 단체이자 유교와 도교의 원칙들에 부분적으로 근거를 둔 진보적 초기 국민주의 교리이며 일본식으로 비슷한 개혁들을 주창한 동학 운동이 위안이 보호하는 데 희망한 정부에 대항하는 반란으로 일어났다. 리훙장은 한성부를 보호하고 청나라의 이익들을 보호하는 데 군대를 보냈고, 일본은 자신들의 무역항들을 보호하는 구실에 똑같이 하였다. 일본이 군대를 철수하는 데 거부하고, 38선에 부분 봉쇄를 놓았을 때 청나라와 일본 사이에 긴장이 끓었다. 리훙장은 일본과 전쟁을 피하는 데 전부의 비용을 원하였고, 일본군의 철수를 위하여 국제적인 압력을 요청하였다. 일본은 거부하였고 전쟁이 시작되었다. 이제 무요한 직위에 있던 위안은 청일 전쟁의 시작에 1894년 7월 천진으로 소환되었다.
1894년 동학농민운동이 발생하고, 청일전쟁이 일어나기 전야인 7월 19일 원세개는 평민 복장으로 분장하고 도주하여 7월 22일 천진(天津)으로 소환되었고, 1895년 일본은 그 승리를 선언하였다.

## 청나라 말기
청일 전쟁의 결과로서 청나라 정부는 그 군대의 부적당과 현대식 군대를 훈련시키는 필요성을 인지하였다. 리훙장의 제휴자인 위안은 1895년 신건육군의 사령관으로 임명되었다. 양무운동에서 신건육군 중에 위안의 군대는 최고로 훈련되었고, 가장 효과적이었다.
당시 청나라 왕실은 광서제의 리더십 아래 진보주의자와 "퇴직"의 장소로서 이화원으로 일시적으로 후퇴했던 서태후 아래 보수주의자들 사이로 나뉘었다. 하지만 1898년 광서제의 무술변법이 있던 후, 서태후는 개혁들이 너무 과감했던 것으로 결정하여 쿠데타를 통하여 자신의 섭정을 회복하고 싶었다. 쿠데타의 계획들은 일찍이 퍼졌고, 줄거리를 잘 알던 황제는 자신을 구하는 계획을 개발하는 데 개혁의 옹호자들 강유위(康有爲), 담사동(譚嗣同)과 다른 이들에게 의문하였다. 쿠데타에서 위안의 연루는 숙고적인 역사적 토론의 주제로 지속되었다. 담사동은 보고적으로 쿠데타가 일어나기 며칠 전에 위안와 만나 황제를 보호하고 서태후의 정부를 없애는 데 의문하였다. 위안은 직접 응답을 거부하였으나 자신이 황제에게 충성적이었다는 것을 주장하였다. 그동안 만주의 장군 영록은 쿠데타를 실현하는 데 자신의 군대를 위하여 작전적 행동을 계획세우고 있었다.
량치차오의 일기와 문보 항목 같은 많은 출저들에 의하면 위안은 그해 9월 20일 기차에 의하여 천진에 도착했다고 한다. 저녁 무렵에 위안은 영록에게 말하였으나 그에게 밝혀진 것은 모호하게 남아있다. 대부분의 역사가들은 위안이 개혁자들의 계획들의 전부 세목들을 말하여 즉시 활동을 취하는 데 그에게 의문했다는 것으로 암시한다. 음모가 드러났고, 영록의 군대는 9월 21일 새벽에 자금성으로 들어가 황제를 강제로 호수 왕궁에서 은둔으로 몰아넣었다.
서태후와 함께 정치적 동맹을 형성한 후 광서제의 지속되는 적이 된 위안은 산동순무로서 새로운 임명을 위하여 1899년 수도를 떠났다. 자신의 33년 재직 동안 그는 산동성에서 의화단의 억제를 보장하였다. 그는 또한 제남에서 임시 초급 대학을 위하여 재단을 떠나 교육의 어떤 서구식 아이디어들을 채택하였다.
1902년 6월 25일 그는 직례의 총독과 북양통상대신 (현재 산둥성, 허베이성과 랴오닝성이 속하는 지방)의 직위가 승인되었다. 1903년 일본과 러시아 제국이 만주에 전쟁으로 가는 데 준비하고 있었을 때 위안은 "군대 재조직 협의회"의 국장으로 임명되었다. 그는 1898년 의화단 운동을 압도하고, 그리고 6개의 사단과 그 소유의 바오딩 육군군관학교에서 70,000명의 군인과 함께 북양군을 청나라에서 가장 권력적인 군대로 확장시키는 데 성공적으로 다수의 대부를 협상할 수 있으면서 외국인들의 존경을 얻었다. 신축조약이 병력이 근접해있는 것을 금지한 후, 천진에서 질서를 지키는 데 그는 중국 역사상 처음으로 그런 종류의 1,000명의 강한 경찰대를 창조하였다. 위안은 또한 성선회로부터 철도의 통제를 옮기는 것에 연루되었고, 철도는 그의 세입의 주요 근원이 되었다. 위안은 학부와 경찰부의 창조를 포함한 청조 후기의 정치적 개혁에 활동적인 역할을 하였다. 그는 더욱 나가서 만주족과 한족 사이에 인종 평등을 옹호하였다.
서태후와 광서제가 1908년 11월 각각 하루 안에 사망하였다. 어떤 근원들은 황제의 유언은 명확히 위안이 사형될 것을 명령했다고 지적한다. 1909년 1월 사형을 피한 위안은 섭정 재풍에 의하여 자신의 전부 직위들에 안심되었다. 공시적인 이유는 족병을 치료하기 위해 현재 현 수준의 도시 허난성 안양시로 불리는 장더 현의 외곽들에 위치한 환상촌에 있는 자신의 저택으로 돌아오고 있었던 것이었다.
자신의 후퇴의 3년 동안 위안은 군대의 진행에 관하여 정규적으로 자신에게 보고한 돤치루이를 포함한 자신의 가까운 제휴들과 연락을 지켰다. 북양군의 총성이 아직도 의심할 여지없이 그 뒤에 있으면서 위안은 실제로 혁명당원들과 황실 사이에 권력의 균형을 잡았다. 둘다 위안이 자신들의 편에 있는 것을 원하였다. 시초적으로 새롭게 선포된 공화국의 대총통이 되는 가능성에 대항하는 결정을 지은 위안은 또한 처음에 호광총독, 그리고 제국 내각의 총리로서 자신의 복귀를 위하여 되풀이적으로 황실로부터 제공들을 거절하였다. 시간은 위안의 편에 있었고, 그는 기다리며 자신의 지속적인 거절의 구실로서 자신의 "발 질환"을 이용하였다.

## 우창 봉기와 공화국

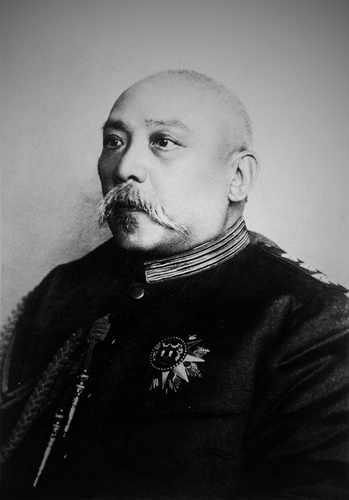
제복 차림의 위안

총리의 직위로 위안의 공식적 임명 전에 호북성에서 1911년 10월 10일 우창 봉기가 성공하였다. 남부의 성들은 이어서 청조 황실로부터 자신들의 독립을 선언하였으나 북부의 성들 혹은 북양군 아무도 반란을 위하여 혹은 대항하는 데 명확한 자세를 가지지 않았다. 청조 황실과 위안은 둘다 북양군이 혁명당원들을 진압하는 데 충분히 권력적인 단 하나의 청조의 무력이었다는 것을 완전히 알았다. 황실은 10월 27일 위안의 복귀를 위한 제공들을 새롭게 하였고, 위안은 결국적으로 받아들여 10월 30일 북경을 위하여 자신의 마을을 떠나 11월 1일 총리가 되었다. 즉시 그는 섭정 재풍에게 정치로부터 그만두는 것을 의문하였다. 자신의 섭정으로부터 사임하는 데 강요된 재풍은 위안이 종주권 장관의 직위를 보유한 단 한명의 만주인을 포함하여 자신의 절친한 친구들로 이루어져 새롭게 창조된 우세하게 한족 중국인 내각을 조직하기 위한 방향을 만들었다. 위안은 또한 쑨원의 동맹회를 위한 법적 인정을 요구하기도 하였다.
황실로 그의 충성심을 더욱 보상하기 위해 효정경황후는 증국번 장군에게만 이전에 주어진 영예로 1후작의 귀족 타이틀을 제공하였다. 북경에서 일시적인 정치적 안정을 보장을 지속적으로 유지한 위안의 군대는 우창에 공격을 위한 준비에서 11월 한구와 한양구를 포획하여 공화주의 혁명당원들을 협상하는 데 강요하였다.

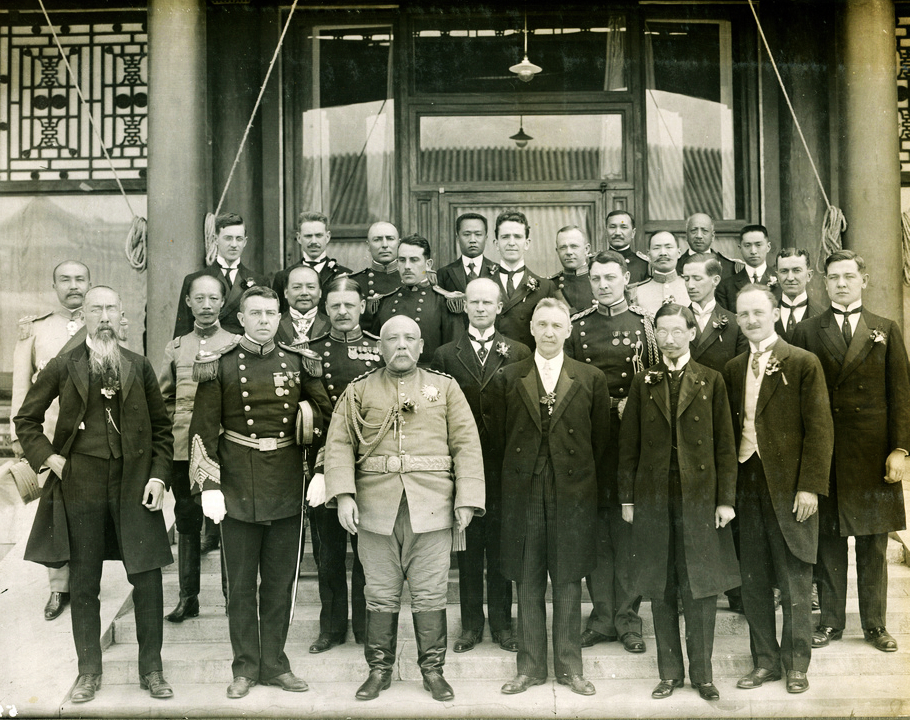
외국의 대사들과 함께 (1913년 10월 10일)

혁명당원들은 12월 29일 쑨원을 중화민국의 초대 임시 총통으로서 선출하였으나 그들은 군사적으로 약한 직위에 있어 중화민국의 형세가 승인되기 위하여 부여받은 댓가로 마지못해 선통제와 타협하였다. 위안은 1912년 2월 12일 효정경황후에 의하여 퇴위 칙령이 발표된 후, 자신이 존재하려고 하지 않았다. 쑨원은 내부 논쟁 후에 위안의 총통직으로 동의하였으나 수도가 난징에 위치해야 할 것을 의문하였다. 하지만 위안은 지리적으로 자신의 이익을 지키기를 원하였다. 그의 가장 신임했던 부하 북양군의 사령관 차오쿤은 위안이 직례에서 영향권을 떠나지 않은 것을 위한 실례를 증명하는 데 분명히 위안의 명령 아래 베이징과 톈진에서 쿠데타를 꾸며냈다. 혁명당원들은 다시 타협하였고, 새로운 공화국의 수도는 베이징에서 설립되었다. 위안은 2월 14일 남경 임시 회의에 의하여 임시 총통으로 선출되어 3월 10일 선서되었다. 그는 자신의 지지자들을 최고의 내각 직위들에 놓았다.
쑨원은 북경으로 떠나 중국 국민당을 창당하는 도움을 주었다. 1913년 2월 국민당이 상당한 승리를 거둔 국회에서 민주적 선거들이 열렸다. 쑨원에게 국민당 대리였던 쑹자오런은 내각 제도를 열광적으로 성원하였고, 총리를 위한 후보로서 넓게 여겨졌다. 그해 3월 20일 잉쿠이청에 의하여 쑹자오런의 암살 사건 후에 위안은 쑹자오런을 그의 권위에 대한 위협이라고 간주하였으며, 대중매체에 그가 책임이 있었다는 숙고가 있었다.

## 황제가 되다

중화제국의 국기

국민당과 위안 사이에 긴장들이 지속적으로 강화되었다. 지방 조직들로부터 국민당의 조정된 붕괴에 이어진 2개의 입법부에서 국민당원들의 억압과 뇌물과 함께 국민당에 위안의 탄압이 1913년에 시작되었다. 상황이 악화된 것을 본 쑨원은 일본으로 달아났고, 위안에 대항하는 계축의 역을 요구하였다. 위안은 자신의 군사 부하들로부터 성원과 함께 차례로 정부를 차지하였다. 그는 국가와 임시 회의들을 둘다 해산하였고, 새롭게 형성된 국가평의회와 함께 상·하원을 대체하였고 자신의 가장 신임한 북양군의 부관 돤치루이를 총리로 만들었다. 위안에 대항하는 국민당의 계축의 역은 국민당군의 나머지에 양편으로부터 그의 군사가 제로화되면서 비참한 실패에 끝났다. 국민당 충성들과 함께 한 임시 총독들은 뇌물을 받거나 위안에게 기꺼이 제출되었다. 자신의 승리 후, 위안은 자신 소유의 군대의 통치에서 각각 군정과 함께 임시 정부들을 재결성하여 문관 통치를 대체하였다. 이 일은 다음 2개의 10년 세월 동안 중국을 무력하게 만든 군벌주의를 위한 기초를 놓았다.
1915년 일본은 중국을 일본의 보호국으로 만든 효과에 자신들이 너무 광대했던 베이징으로 21개조 요구로 알려진 비밀 최후 통첩을 보냈다. 일본군의 함대들은 중국의 항구들로 들어갔고, 일본군은 산둥성과 남만주로 이동해 들어갔다. 위안이 많은 임시 정부들에게 동의했다는 말이 유출되었을 때 일본 상품들의 배척은 물론, 대규모 시위들이 일어났다. 서방의 압력은 일본을 요구에 따라 물러나도록 강요하였다.

### 중화제국의 황제
위안의 권력으로 안전하게 그의 많은 성원자들, 군주주의의 소생을 옹호한 두드러진 군주주의자 양두는 위안에게 황제의 칭호를 맡으는 데 의문하였다. 양두는 중국의 대중들이 독재 통치에 오랫동안 이용되어 왔고, 공화국은 만주의 통치를 끝내는 데 과도기에 효과적 만이었다고 논증하였다. 중국의 상황은 군주만이 보장 할 수 있는 안정성이 필요했다. 일제의 정부는 물론, 미국의 정치학자 프랭크 존슨 구드노도 비슷한 아이디어들을 암시하였다. 위안은 11월 20일 만장일치로 군주제를 지지했던 선택된 정치 집회를 조심스럽게 개최하였다. 12월 12일까지 그는 1916년 1월 1일에 시작하는 데 홍헌의 연호 아래 중화제국의 황제로서 자신의 통치를 선포하였다. 그는 제국 관료들을 위하여 과거제를 복구하였다.
그러나 12월 25일 윈난성의 독군 차이에는 반란을 일으켰고, 몇몇의 성들이 따랐다. 그의 약점과 인기가 없음을 본 일본을 포함한 외국 세력들은 자신들의 성원을 철회하였다. 보편적 반대를 향한 위안은 되풀이적으로 자신의 적들을 달래는 데 가입 의식을 지연하였다. 3월 1일 행사 자금이 삭감되었고, 그는 3월 22일 군주주의를 포기하였다. 이 일은 그의 적들이 총통으로서 그의 사임을 요구한 그들을 위하여 충분하지 않았다. 더욱 많은 성들이 반란을 일으켰고, 그해 6월 5일 위안은 요독증으로 굴욕되어 사망하였다. 그의 사망은 다음 날에 공고되었다. 그의 유해는 그의 고향 허난성으로 옮겨져 율리시스 S. 그랜트의 무덤을 닮게 만들어진 영묘에 놓였다.

## 평가

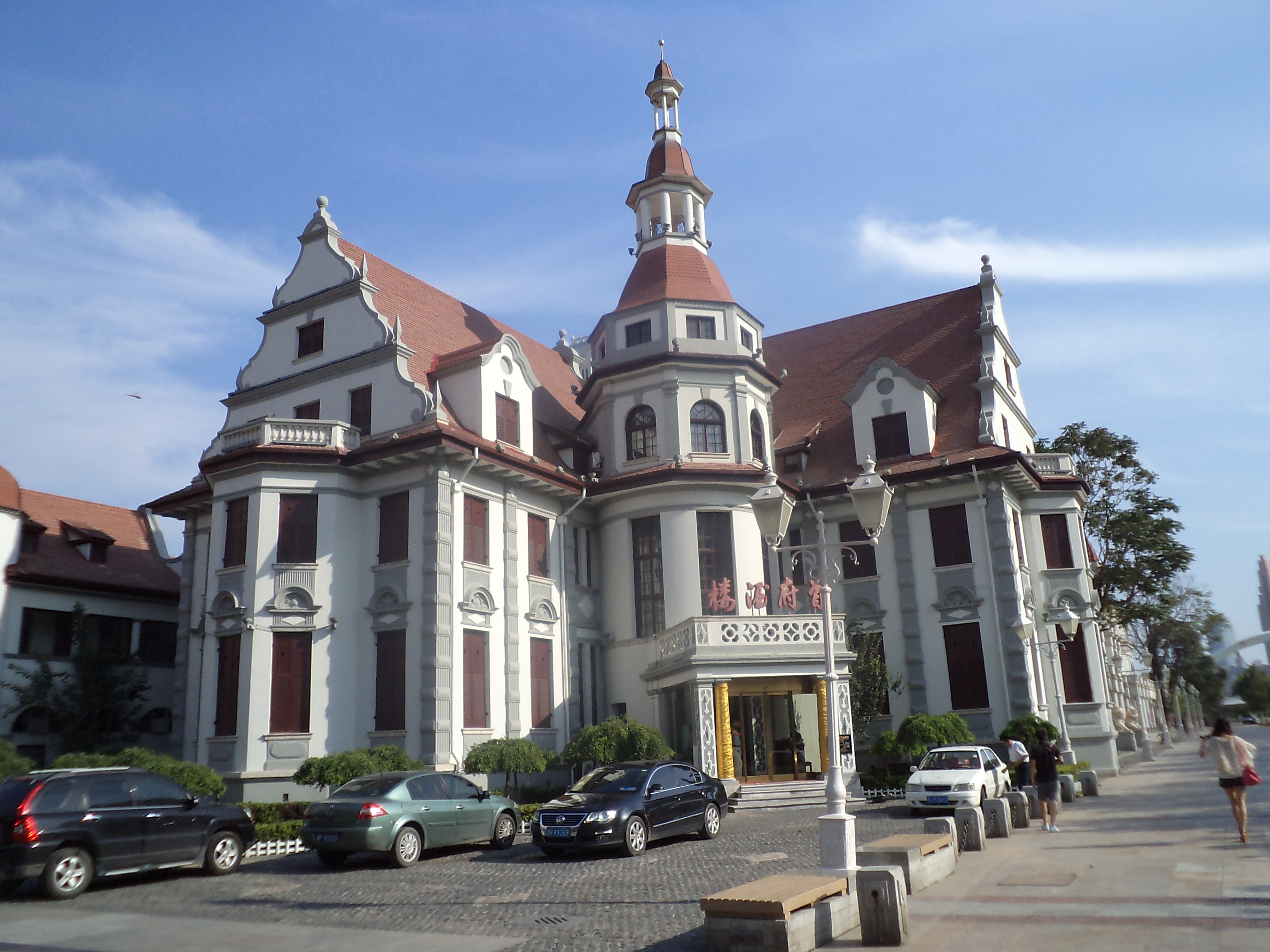
톈진에 있는 위안의 빌라

위안의 사망과 함께 중국은 아무 일반적으로 인정된 중앙적 권위없이 놔두어졌고, 육군은 빠르게 경쟁하는 독군들에 의하여 통제된 군대들로 분해되었다. 이 이유들로 그는 가끔 "독군들의 아버지"로 불렸다. 하지만 일본식에 기반으로 현대식 육군을 창조하는 데 그가 시도한 군사 개혁자로서 자신의 경력에서 이래 위안이 다른 측면을 용인했던 것으로 말하기에는 정확하지 않다. 자신의 일생을 통하여 그는 장교 인사들의 작업, 군사 교육과 정기 환승이 현대식 군사 조직을 세우는 데 어떻게 이용될 수 있는 것에 관하여 이해를 증명하였다. 하지만 자신이 1911년 권력으로 돌아온 후, 그는 초기 공화주의 운동의 관념을 파괴한 폭력과 뇌물의 조합에 의하여 대신 통치된 자신의 제국주의 야망들을 위한 이 이상을 기꺼이 희생하는 것 같이 보였다. 위안을 반대한 자들이 영토적 군사 기지에서 그렇게만 할 수 있었던 이래 총통과 황제로서 위안의 경력은 중국의 후속 정치 분열로 거대하게 공헌하였다.
특히 논쟁적 텔레비전 시리즈 〈주향공화〉의 방영 후에 그의 광범위한 정치 권력과 지배적인 개인적 자질은 뜨거운 논쟁의 주제로 남아 있었다. CCTV 제작의 〈주향공화〉에서 위안은 정치적 상황의 매우 숙련된 조작자였어도 그의 초기 세월의 대부분을 통하여 유능한 관리자로 묘사되었다. 황제로서 그의 자기 선언은 그의 아들 위안커딩 같은 외력의 영향의 이유로 크게 보인다.
신봉승 작가가 극본을 쓴 드라마 〈조선왕조 오백년〉에서는 조춘 배우가 원새개 또는 위안스카이를 연기하였는데, 1882년 갑신정변 당시에 경복궁에서 청나라 군대를 이끌고 일본군과 전투를 벌이는 장면을 연기했다. 신봉승 작가는 위안스카이를 갑신정변 즉 급진개화파가 일으킨, 조선의 정치사건에 관여한 인물로 묘사한 것이다. 갑신정변 실패로 개화파 급진세력은 망명길에 오르고, 그 중 한 명인 김옥균은 살해된다.

## 가족 관계
- 친부: 원보중(袁保中)
- 양부(숙부): 원보경(袁保慶, 원보중의 친동생)

- 위안은 총 1명의 정실 부인과 9명의 첩실을 두었다.

이 중 3명이 그가 1882년 23살때 임오군란을 진압하러 조선에 왔다가 맞아들인 여인들이다. 일설에는 대한제국 조선 왕족 출신으로 고종이 그에게 하사했다고 전해진다. 이들 가운데 첫 번째 첩실로 맞아들인 조선 여인은 안동 김씨로 알려졌다. 그녀는 1889년 위안의 둘째 아들인 위안커원(袁克文, 1889년 ~ 1931년) 낳은 후 총애를 받았다. 그러나 이 후 안동 김씨의 두 조선인 몸종인 이씨와 오씨도 첩으로 맞아들였다. 이들 조선인 첩이 낳은 위안의 자녀는 총 15명(7남 8녀)를 얻었으며, 그의 자녀 17남 15녀(32남매) 중에서 거의 절반을 차지한다. 커원의 경우 위안의 황제 등극 이후에 후계자로써도 거론되었다.
그의 손자 위안자류 (袁家騮, 영어명 Luke Yuan)는 중국계 미국인 물리학자였다.
- 본부인 우씨(于氏), 허난성 정저우 출신 - 1남
  - 첫째 아들 - 위안커딩(袁克定)

- 제1첩실 심씨(沈氏), 장쑤성 양저우 출신 - 소생 없음

- 제2첩실 이씨(李氏), 조선인, 제3첩실 안동 김씨 몸종 출신 - 4남 2녀
  - 첫 번째 딸 - 원백정(袁伯禎)
  - 다섯 번째 아들 - 원극권(袁克權)
  - 일곱번째 아들 - 원극제(袁克齊)
  - 열두 번째 아들 - 원극택(袁克度
  - 여섯번째 딸 - 원녹정(袁籙禎)

- 제3첩실 김씨(金氏), 조선인 안동 김씨, 조선 대신 김윤식 몸종 출신 - 2남 3녀
  - 둘째 아들 - 위안커원(袁克文)
    - 손자 -위안자류(袁家騮)
    - 손자며느리: 우젠슝(吳健雄, 1912년 5월 3일 ~ 1997년 2월 16일, 중화민국 태생의 미국 여성 물리학자. 이학박사. 영문 이름은Chien-Shiung Wu. 前 미국물리학회 회장. 1955년 미국 시민권 취득.)

  - 셋째 아들 - 원극량(袁克良)
  - 셋째 딸 - 원숙정(袁叔禎)
  - 여덟째 딸 - 원환정(袁環禎)(일찍 사망)
  - 열번째 딸 - 원사정(袁環禎)

- 제4첩실 민씨(閔氏) 또는 오씨(吳氏), 조선인, 제3첩실 안동 김씨의 몸종 출신 - 1남 3녀
  - 넷째 아들 - 원극단(袁克端)
  - 둘째 딸 - 원중정(袁仲禎)
  - 넷째 딸 - 원차정(袁次禎)
  - 일곱째 딸 - 원복정(袁復禎)

- 제5첩실 양씨(楊氏), 톈진 출신 - 4남 2녀
  - 여섯째 아들 - 원극환(袁克桓)
  - 여덟째 아들 - 원극진(袁克軫)
  - 아홉째 아들 - 원극구(袁克玖)
  - 열한째 아들 - 원극안(袁克安)
  - 다섯째 딸 - 원계정(袁季禎)
  - 열다섯째 딸 - 원영정(袁玲禎)

- 제6첩실 섭씨(葉氏), 장쑤성 난징 출신 - 2남 3녀
  - 열네째 아들 - 원극첩(袁克捷)
  - 열일곱째 아들 - 원극우(袁克友
  - 일곱째 딸 - 원복정(袁福禎)
  - 열한째 딸 - 원기정(袁奇禎)
  - 열두째 딸 - 원단정(袁瑞禎)

- 제7첩실 장씨(張氏), 허난성 정저우 출신 - 소생 없음

- 제8첩실 곽씨(郭氏), 장쑤성 쑤저우 출신의 기녀 - 소생 없음
  - 열세째 아들 - 원극상(袁克相)
  - 열다섯째 아들 - 원극화(袁克和)
  - 열네째 딸 - 원호정(袁怙禎)

- 제9첩실 유씨(劉氏), 첩실 양씨(楊氏)의 계집종 출신 - 1남 1녀
  - 열여섯째 아들 - 원극번(袁克藩)(일찍 사망)
  - 열세째 딸 - 원의정(袁儀禎)

## 역대 선거 결과
| 선거명      | 직책명               | 대수 | 정당   | 득표율 | 득표수 | 결과 | 당락 |
| ----------- | -------------------- | ---- | ------ | ------ | ------ | ---- | ---- |
| 1912년 선거 | 중화민국 임시 대총통 | 2대  | 무소속 | 100%   | 17표   | 1위  |      |
| 1913년 선거 | 중화민국 대총통      | 1대  | 무소속 | 71.12% | 500표  | 1위  |      |

## 같이 보기
- 중화민국의 역사
- 중화민국 국군